# 泰克拉·马里内斯库
泰克拉·马里内斯库（羅馬尼亞語：Tecla Marinescu，1960年1月4日—），罗马尼亚女子皮划艇运动员。她曾代表罗马尼亚参加1984年夏季奥林匹克运动会皮划艇比赛，获得女子四人皮艇500米金牌。